# 소의 병합
소의 병합(訴-倂合)이란 여러 개의 소송을 한 개의 소송으로 합하여 심리하는 것을 뜻하는 민사소송법의 개념이다. 크게 소의 객관적 병합과 주관적 병합으로 나뉜다.

## 소의 객관적 병합
원고가 하나의 소송절차에서 여러 개의 청구를 하는 경우이다.

## 소의 주관적 병합
한 개의 소송절차에 2인 이상의 자가 동시에 또는 시를 달리하여 절차에 관여하는 것을 말한다.